# Birsen Bekgöz
Birsen Bekgöz (zwischenzeitlich Birsen Yavuz und Birsen Engin; * 18. Oktober 1980 in Berlin) ist eine ehemalige türkische Leichtathletin, die im Sprint und Hürdenlauf an den Start ging. Aktuell ist sie Inhaberin des Landesrekordes über 400 Meter.

## Sportliche Laufbahn
Erste internationale Erfahrungen sammelte Birsen Bekgöz vermutlich im Jahr 2004, als sie bei den Balkan-Meisterschaften in Istanbul in 24,71 s den fünften Platz im 200-Meter-Lauf belegte und über 400 m Hürden in 58,19 s die Silbermedaille hinter der Rumänin Maria Rus gewann. Zudem gewann sie dort in 45,94 s auch die Bronzemedaille mit der türkischen 4-mal-100-Meter-Staffel hinter den Teams aus Griechenland und Rumänien. Im Jahr darauf belegte sie bei den Balkan-Hallenmeisterschaften in Peania in 56,67 s den fünften Platz im 400-Meter-Lauf und im Juni schied sie bei den Mittelmeerspielen in Almería mit 24,33 s im Vorlauf über 200 Meter aus und verpasste auch über 400 m Hürden mit 59,03 s den Finaleinzug. Zudem gewann sie mit der 4-mal-400-Meter-Staffel in 3:40,75 min die Bronzemedaille hinter den Teams aus Spanien und Frankreich. Anschließend gewann sie bei den Balkan-Meisterschaften in Novi Pazar in 12,09 s die Bronzemedaille im 100-Meter-Lauf hinter der Griechin Georgia Kokloni und Diana Tudorache aus Rumänien und belegte in 24,39 s den vierten Platz. Daraufhin schied sie bei der Sommer-Universiade in Izmir mit 12,13 s und 24,83 s jeweils im Viertelfinale über 100 und 200 Meter aus. 2010 wurde sie bei den Europameisterschaften in Barcelona in der Vorrunde über 400 m Hürden disqualifiziert und wurde nachträglich auch mit der 4-mal-400-Meter-Staffel wegen eines Dopingfalls im Team disqualifiziert. Im Jahr darauf schied sie bei den Weltmeisterschaften in Daegu mit 57,22 s in der ersten Runde über 400 m Hürden aus und wurde mit der Staffel ebenfalls nachträglich disqualifiziert. 2012 kam sie bei den Europameisterschaften in Helsinki mit 55,82 s nicht über den Vorlauf über die Hürden hinaus, ehe sie bei den Balkan-Meisterschaften in Eskişehir mit der 4-mal-100-Meter-Staffel wegen eines Dopingfalls disqualifiziert wurde und mit der 4-mal-400-Meter-Staffel in 3:36,97 min die Silbermedaille hinter dem rumänischen Team gewann. Daraufhin nahm sie mit der 4-mal-400-Meter-Staffel an den Olympischen Sommerspielen in London teil, wurde dort aber nachträglich wegen zweier Dopingfälle im Team disqualifiziert. 
2013 belegte sie bei den Mittelmeerspielen in Mersin in 57,72 s den fünften Platz im 400-Meter-Hürdenlauf und wurde in 53,37 s Vierte über die Flachdistanz. Zudem gewann sie mit der 4-mal-400-Meter-Staffel in 3:43,61 min die Silbermedaille hinter dem italienischen Team. Anschließend belegte sie bei den Balkan-Meisterschaften in Stara Sagora in 53,85 s den vierten Platz über 400 Meter und gewann mit der 4-mal-100-Meter-Staffel in 46,19 s die Silbermedaille hinter dem bulgarischen Team und sicherte sich mit der 4-mal-400-Meter-Staffel in 3:38,97 min die Bronzemedaille hinter Rumänien und Kroatien. Im September belegte sie bei den Islamic Solidarity Games in Palembang in 55,35 s den vierten Platz im 400-Meter-Lauf und wurde in 60,01 s Vierte über 400 m Hürden. Zudem siegte sie in 46,59 s in der 4-mal-100-Meter-Staffel und gewann mit der 4-mal-400-Meter-Staffel in 3:53,26 min die Silbermedaille hinter dem marokkanischen Team. Im Jahr darauf gelangte sie bei den Balkan-Meisterschaften in Pitești mit 56,48 s auf den fünften Platz im B-Lauf über 400 Meter und wurde mit der 4-mal-400-Meter-Staffel wegen eines Dopingfalls im Team nachträglich disqualifiziert, wie auch bei den Europameisterschaften wenige Wochen darauf in Zürich. 2015 beendete sie dann ihre aktive sportliche Karriere im Alter von 35 Jahren.
In den Jahren 2004 und 2005 wurde Bekgöz türkische Meisterin im 200-Meter-Lauf sowie 2010, 2011 und 2013 über 400 Meter sowie 2004, 2006 und 2010 über 400 m Hürden.

## Persönliche Bestleistungen
- 100 Meter: 11,90 s (+0,9 m/s), 4. Juni 2005 in Istanbul
- 200 Meter: 23,5 s, 4. Juni 2005 in Istanbul
- 400 Meter: 52,15 s, 30. Juli 2011 in Ankara (türkischer Rekord)
  - 400 Meter (Halle): 54,87 s, 19. Februar 2011 in Belfast
- 400 m Hürden: 56,15 s, 29. August 2010 in Ankara